# Trichophallus
Trichophallus (лат.) — род кузнечиков из подсемейства Conocephalinae (Salomonina, Agraeciini, Tettigoniidae). Океания и Юго-Восточная Азия.

## Описание
Род содержит средние и мелкие, всегда длиннокрылые виды с узкими, удлинёнными тегминами, превосходящими брюшко у обоих полов. Основная окраска тела желтовато-коричневая. Фаллический комплекс самца состоит из пары склеритов, у немногих видов разделённых на две пары склеритов, и мембранозных структур, покрытых участками длинных волосков, окружающих или расширяющих эти склериты. Стридуляционный файл на нижней стороне левого тегмена самца несёт плотно расположенные и обычно более ста зубцов. Количество зубцов и их расположение различаются у разных видов. Самки отличаются от самок других, внешне сходных родов наличием длинных дорсальных расширений с обеих сторон основания субгенитальной пластинки, в то время как вентральная поверхность этой пластинки разделена на две пластинки или узкие доли, варьирующие у разных видов, или сильно укорочена. Очень характерным для рода является наличие полуовальных выступов у основания дорсального края вентральных вальв наружного яйцеклада, снабжённых волосками по ободу.

## Классификация
Известно более 20 видов.
- Trichophallus apicatus Ingrisch, 2024
- Trichophallus armatus Ingrisch, 2024
- Trichophallus aru Ingrisch, 2024
- Trichophallus augustus Ingrisch, 2024
- Trichophallus borneensis Ingrisch, 1998
- Trichophallus capillatus Ingrisch, 2024
- Trichophallus concolor (Redtenbacher, 1891)
- Trichophallus elongatus Ingrisch, 2024
- Trichophallus forcipatus Ingrisch, 2024
- Trichophallus furcatus Ingrisch, 2024
- Trichophallus gracilis (Karny, 1907)
- Trichophallus hamatus Ingrisch, 2024
- Trichophallus lobatus Ingrisch, 2024
- Trichophallus mollipes Ingrisch, 2024
- Trichophallus murua Ingrisch, 2024
- Trichophallus punctatus Ingrisch, 2024
- Trichophallus reductus Ingrisch, 2024
- Trichophallus robustus Ingrisch, 2024
- Trichophallus solomona pilorota Ingrisch, 2024
- Trichophallus spinosus Ingrisch, 2024
- Trichophallus tabubil Ingrisch, 2024
- Trichophallus tricuspis  Naskrecki & Rentz, 2010
- Trichophallus umboi Ingrisch, 2024
- Trichophallus uniformis  (Willemse, 1966)
- Trichophallus willemsei Ingrisch, 2024